# Arvid Kurck
Arvid Klasson Kurck (Kurki), trol. född 1464 i Vesilax, död 23 maj 1522 (drunknad), biskop i Åbo stift, Finlands sista katolska biskop före reformationen. Son till Klas Kurcke och Elin Jönsdotter (Stenbock).
Arvid Kurck föddes sannolikt 1464 på Laukko gård, blev baccalaureus i Paris 1485, nämns som incipient 1486–1487 och blev magister. 1490 nämns han som kanik och kyrkoherde i Åbo. Efter Johannes IV Olofssons död (1510) valdes han till biskop och spelade sedermera en icke obetydlig roll under Kalmarunionens sista strider. Han deltog i riksdagarna i Stockholm 1517 och i Arboga 1518 samt bidrog till de vid dem fattade besluten mot ärkebiskop Gustaf Trolle.
Arvid Kurck sympatiserade med Gustav Vasa i hans kamp mot Kristian II. Sedan Kristian II 1520 bemäktigat sig makten i Sverige, sökte Kurck på Kustö biskopsborg skydd för fiendens stämplingar. Klok och varsam undvek han att framkalla den danske segrarens vrede; han sökte till och med, fastän endast skenbart, i ett ytterst ödmjukt brev av 21 september 1521 gå denne till mötes. Den 20 november samma år sände unionskonungen som svar ett vänskapligt brev till biskop Arvid och riksråden i Finland.
Denna välvilja var dock å ömse sidor endast låtsad. Redan då Gustav Vasa på hösten 1521 sände Nils Arvidsson och Henrik Jönsson Lapp för att belägra Åbo slott, gav biskop Arvid belägringshären understöd. Försöket att inta slottet misslyckades. När han insåg att detta förräderi var klart för Kristian, flydde han från Kustö till Sverige för att undgå Kristians hämnd. Arvid Kurck begav sig med talrikt följe längs kusten norrut och steg i Närpes storsocken ombord på ett fartyg, som skulle föra honom över Bottenviken. Skeppet förliste dock vid Öregrund, och alla på skeppet drunknade den 23 maj 1522.
Med Arvid Kurck utslocknade den äldre ätten Kurck på svärdssidan. Han ärvdes av sin halvsyster Elin Klasdotter (Kurck).
Efter reformationen fick Finland sin första katolska biskop år 1955, då Monsignore Gulielmus Cobben SCJ efter flera år som apostolisk vikarie av påven utsågs till biskop av Helsingfors och därmed biskop för katolikerna i Finland.